# 刺胸齿突蟾
刺胸齿突蟾（学名：Scutiger mammatus）为锄足蟾科齿突蟾属的两栖动物，俗名贝乃合(藏文译音)，是中国的特有物种，可能也生活在临近的缅甸境内，但没有确定。分布于四川、云南、西藏、青海等地，一般生活于泉水源头的沼泽中。其生存的海拔范围为2800至4200米。该物种的模式产地在四川东俄洛。

## 保护
本种于2023年被收录入《有重要生态、科学、社会价值的陆生野生动物名录》。